# Zdzisław Szewczyk (etnograf)
Zdzisław Szewczyk (ur. 10 października 1918 w Krakowie, zm. 14 czerwca 2004 tamże) – polski etnograf, długoletni pracownik Muzeum Etnograficznego w Krakowie.

## Życiorys
W 1937 roku, po zdaniu matury, wstąpił na Uniwersytet Jagielloński, gdzie studiował na Wydziale Fizyki i Chemii. Z powodów materialnych musiał przerwać studia. W tym czasie wykonywał prace na zlecenie Muzeum Etnograficznego. Praca etnografów spodobała mu się i w 1946 roku zatrudnił się w Muzeum Etnograficznym. Jednocześnie studiował etnografię na UJ. W 1952 roku, po uzyskaniu tytułu magistra, został kierownikiem Działu Kultury Materialnej Muzeum Etnograficznego. W krakowskim Muzeum Etnograficznym pracował do 1990 roku (po przejściu na emeryturę w 1985 roku - już  tylko na pół etatu).
Prowadził wiele badań terenowych w regionie krakowskim, tworząc około dwóch tysięcy rysunków i szkiców, zwłaszcza strojów ludowych, pozyskując dla muzeum eksponaty, przeprowadzając setki wywiadów. Opracowywał scenariusze wystaw stałych i czasowych. Współpracował z muzeami w Poroninie, Nowym Sączu, Starym Sączu i w Warszawie. Był jurorem na wielu konkursach sztuki ludowej. Wykładał w Studium Podyplomowym Muzealnictwa Uniwersytetu Jagiellońskiego oraz w Studium Folklorystycznym w Nowym Sączu.
Pracował jako konsultant dla zespołów folklorystycznych, a także reżyserów i scenografów filmowych (między innymi dla Andrzeja Wajdy przy pracach nad Weselem).
W 1957 zawarł związek małżeński z Haliną Marią Bittner. Ich córka Krystyna Dorota, biolog, pracuje na Uniwersytecie w Antwerpii.
Zmarł w Krakowie, pochowany na cmentarzu Rakowickim (kwatera PAS 66-środkowy-9 od prawej strony).

## Odznaczenia i nagrody
- Medal 10-lecia Polski Ludowej (1955)[4]
- Złota Odznaka „Za Pracę Społeczną dla miasta Krakowa” (1969)[5]
- Nagroda im. Oskara Kolberga (1981)[1][6]